# Parthenius
Parthenius (?-548) was "hofmeier" (Magister Officiorum) onder koning Theudebert I. Hij werd geboren in Auvergne en was een zoon van Agricola. Hij studeerde in Ravenna en kwam naar Arles toen deze stad nog onder West-Gotisch bestuur viel. Hier studeerde hij bij bisschop Caesarius van Arles. Hij werd als gezant naar het Oost-Gotische hof in Ravenna gestuurd en werd na terugkomst “hofmeier”. Na de dood van Theudebert I in 548 kwam hij bij een volksopstand (tegen de belastingpolitiek) om het leven.

## Beknopte bibliografie
- K.F. Stroheker, Der Senatorische Adel in Spätantikes Gallien, Tübingen, 1948, p. 199 onder nr 283.
- K. Selle-Hosbach, Prosopographie Merowingischer Amtsträger in der zeit von 511-613, Bonn, 1974, pp. 143/144.